# エリザベス・ステュアート (第2代マリ女伯爵)
第2代マリ女伯爵エリザベス・ステュアート（英語: Elizabeth Stuart, 2nd Countess of Moray、1560年代 - 1591年11月18日）は、スコットランド貴族。

## 生涯
初代マリ伯爵ジェームズ・ステュアートとアグネス・キース（1588年7月16日没）の長女として生まれた。
1570年1月21日に父が暗殺されると、マリ女伯爵の爵位を継承した。
1580年、ジェームズ・ステュアートと結婚、2男3女を儲けた。ジェームズは妻の権利によりマリ伯爵になった。
- ジェームズ（1580年代 – 1638年） - 第3代マリ伯爵
- フランシス（英語版）（1589年頃 – 1635年） - イングランド庶民院議員[2]
- マーガレット（英語版）（1591年頃 – 1639年） - 1603年、初代ノッティンガム伯爵チャールズ・ハワードと結婚。その後、初代モンソン子爵ウィリアム・モンソン（英語版）と再婚
- エリザベス（1608年没） - 第8代ソルトーン卿ジョン・アバーネシーと結婚、子供なし
- グリゼル（Grizel） - 1611年、初代準男爵サー・ロバート・イネスと結婚

1591年11月18日に死去、その3か月後の1592年2月7日には夫が殺害された。2人の死後、長男ジェームズが爵位を継承した。